# Dufouria nova
Dufouria nova là một loài ruồi trong họ Tachinidae.